# سبک مدرن (سبک آر نوو بریتانیا)

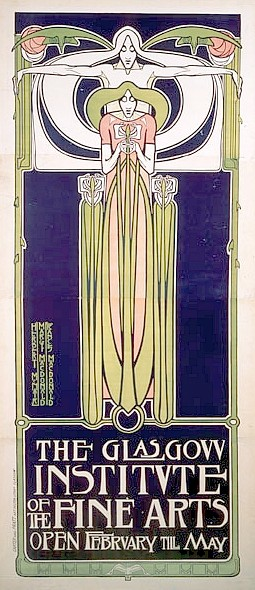
پوستر از: فرانسیس مک‌دونالد (۱۸۹۶ میلادی)

سبک مدرن (انگلیسی: Modern Style) سبکی از معماری، هنر و طراحی است که برای اولین بار در اواسط دههٔ ۱۸۸۰ میلادی در بریتانیا ظهور کرد. این اولین سبک آر نُوو در سراسر جهان است و نشان‌دهندهٔ تکامل جنبش هنر و صنایع‌دستی است که بومی بریتانیای کبیر بود. بریتانیا نه تنها پایه و زمینهٔ فکری را برای جنبش آر نوو که توسط کشورهای دیگر برای ایجاد انواع محلی اقتباس شده بود فراهم کرد. آن‌ها همچنین نقش بزرگی در انتشار و پرورش آن از طریق فروشگاه بزرگ لیبرتی و مجلهٔ استودیو ایفا کردند. مهم‌ترین فرد در زمینه طراحی به‌طور عام و معماری به‌طور خاص، چارلز رنی مکینتاش بود. او یکی از موتیف‌های کلیدی این جنبش را خلق کرد که اکنون به نام «رز مکینتاش» یا «رز گلاسگو» شناخته می‌شود. مکتب گلاسگو نیز از اهمیت فوق‌العاده‌ای برخوردار بود، به ویژه به دلیل گروهی که از نزدیک با مکینتاش در ارتباط بودند، معروف به «چهار». پرورش سبک فروشگاه لیبرتی دو خط تولید فلزات را به وجود آورد، کامریک و تادریک.
آرچیبالد ناکس شخص مشخص‌کنندهٔ این خطوط و فلزات سبک بود. کریستوفر درسر در زمینهٔ سرامیک و شیشه یک چهرهٔ برجسته است. او نه تنها با برجسته‌ترین تولیدکنندگان سرامیک کار کرد، بلکه در سال ۱۸۸۸ به یک شخصیت مهم در پشت علامت تجاری شیشه‌های کلوثا با الهام از روم باستان توسط جیمز کوپر و پسران تبدیل شد. اوبری بردزلی در گرافیک و طراحی، فردی تعیین‌کننده بود و به‌طور کلی بر نقاشی و سبک تأثیر گذاشت. در منسوجات ویلیام موریس و سی.اف.ای. وویزی از اهمیت زیادی برخوردارند، اگرچه بیشتر هنرمندان همه‌کاره بودند و در انواع رسانه‌ها و زمینه‌های زیادی کار می‌کردند و بر همه آن‌ها تا حدی تأثیر گذاشتند. به دلیل تکامل طبیعی هنر و صنایع‌دستی به سبک مدرن، مرزها می‌توانند محو شوند و بسیاری از طراحان، هنرمندان و صنعتگران به‌طور همزمان در هر دو سبک کار می‌کردند. از چهره‌های مهم می‌توان به چارلز رابرت اشبی، والتر کرین، لئون-ویکتور سولون، جورج اسکیپر، چارلز هریسون تاونزند، آرتور مکموردو، ویلیام جیمز نیتبی اشاره کرد.